# Ганс Ґюнтер Вінклер
Ганс Ґюнтер Вінклер (нім. Hans Günter Winkler, 24 липня 1926 — 9 липня 2018) — німецький вершник.
Олімпійський чемпіон 1956 (індивідуальний конкур), 1956 (командний конкур), 1960 (командний конкур), 1964 (командний конкур), 1972 (командний конкур) років, срібний призер 1976 року в командному конкурі, бронзовий призер 1968 року в командному конкурі.
Чемпіон світу з конкуру 1954, 1955 років в індивідуальному конкурі.
Чемпіон Європи з конкуру 1957 року в індивідуальному конкурі, срібний призер 1962 року в індивідуальному конкурі, бронзовий призер 1958, 1961, 1969 років в індивідуальному конкурі.

## Життєпис
Ганс Гюнтер Вінклер — найкращий клнкурист серед усіх німецьких вершників, а його міжнародні досягнення можуть зрівнятися лише з французом П'єром Жонкером д'Оріолою та італійцем Раймондо Д'Інцео.[джерело?] Вінклер — володар семи олімпійських нагород (п'ять золотих і по одній срібній і бронзовій), з яких одна була в індивідуальному заліку — золота в 1956 році. Ця перемога була особливоюою:. У першому раунді Вінклер порвав паховий м'яз і в другому раунді його довелося прив'язати до кобили на ім'я Галла. Вінклер кричав від болю на кожній перешкоді, але виступив бездоганно і виграв золоту олімпійську медаль. На цій же Олімпіаді він додав до золота в індивідуальному заліку нагороду такого ж ґатунку в командних змаганнях з конкуру.
На наступних олімпійських іграх 1960, 1964 та 1972 років він ставав чемпіоном разом з німецькою командою в конкурі, а в 1968 році вони здобули бронзу.
Нарешті на Олімпіаді 1976 року, де Вінклер був прапороносцем Західної Німеччини на церемонії відкриття, він виграв срібло в командному заліку, після чого він завершив свою олімпійську кар'єру.
Окрім золотої олімпійської медалі 1956 року в індивідуальному конкурі, Вінклер виграв перші два чемпіонати світу з конкуру, які відбулися в 1954 та 1955 роках. За свої спортивні досягнення він був обраний спортсменом року Західної Німеччини в 1955 та 1956 роках.
На чемпіонатах Європи Вінклер виграв золоту медаль у індивідуальному конкурі в 1957 році, а також срібну в 1962 році та бронзові медалі в 1958, 1961 та 1969 роках.
Загалом він взяв участь у 108 міжнародних турнірах за Німеччину з моменту свого міжнародного дебюту в 1952 році, та завершив кар'єру в 1986 році. Його найбільші успіхи були досягнуті на кобилі Галла (1945—1979), єдиному коні, який здобув три золоті олімпійські медалі: командну та індивідуальну в 1956 році та командну в 1960 році.
Після відходу від активного спорту Вінклер написав кілька книг, організував багато турнірів з верхової їзди та був керівником команди німецьких конкуристів у 1988 та 1992 роках. У 2006 році його було введено до Зали спортивної слави Німеччини.
Ганс Ґюнтер Вінклер був зятем Флор Ісави-Фонсеки, члена МОК від Венесуели.